# Jörg Graff
Jörg Graff (* um 1480 in Dachsbach; † 26. Mai 1542 in Nürnberg) war ein „Landsknecht-Poet“ und Bänkelsänger.
Nach einer Lehre als Gürtler oder Beutler verdingte er sich als Landsknecht im Heer von Maximilian I. Offensichtlich ist er dabei auch nach Nürnberg gekommen, da er dort bei einem Wohnungsbrand sein Augenlicht verlor. Ab der Zeit verdiente er sein Geld als blinder Liedermacher und Bänkelsänger, wobei er durchaus ein Renommee gehabt haben muss, da ihm der Rat der Stadt ein silbernes Schild zum Zeichen seines Straßensängerstatus verlieh und seine Texte gegen Nachdruck schützte.
In den Sterbebüchern des Heilig-Geist-Spitals findet sich unter dem 26. Mai 1542 ein Eintrag zum „blind Jörg von Dachspach“.

## Werke
Bislang sind 20 seiner Lieder bekannt. Sie behandeln historische Themen, geistliche Inhalte und volkstümlich-moritatenhaftes.

## Literarische Verarbeitungen
- Franz Karl Ginzkey hat Graff in seiner romantischen Novelle Der Wiesenzaun von 1913 mit dem Maler Albrecht Dürer in Verbindung gebracht.
- Karl Bröger hat in seinem Werk Guldenschuh von 1934 auf romanhafte Art die knappen Fakten über den Landsknecht und Volkspoeten zu einem bunten Bild der Reformationszeit verarbeitet.
- Martin Walser verarbeitete 1975 das Verlangen Graffs „ain Spil mit einer Saw zu haben“ in seinem Stück „Das Sauspiel. Szenen aus dem 16. Jahrhundert“ und thematisierte dabei die damalige Restauration.